# مردم کتول
ریشه اصلی این قوم از قوم تپور ،تپورستان بعد ها بعد از اسلام به علت عدم تلفط پ توسط اعرابی که در این منطقه بعد از فتح استراباد ساکن شدند، تبور ، تبورستان و به شکل امروزی تبرستان شد. نام طبرستان در متون ساسانی بصورت تپورستان و در متون ارمنی بصورت تپرستان ذکر شده است.

## زبان
مردم کتولی به گویش کتولی که گویشی از زبان طبری (مازندرانی) است سخن می‌گویند. علی‌آباد کتول از نظر جغرافیایی، شرقی‌ترین منطقه زبان طبری و یکی از اصلی‌ترین بلوک‌های استرآباد قدیم محسوب می‌شود. گویش فندرسکی برگرفته از بخش فندرسک است. این دسته از مردمان طبری به خود کتول و به زبان خود کتولی می‌گویند.

## محله‌ها
از مهم‌ترین محله‌هایی که در علی آبادکتول به گویش کتولی صحبت می‌کنند محله خارکلاته، محله علی‌آباد محله جنگلده و روستاهای آلوستان،ساورکلاته، پیچک محله کتول، مزرعه کتول و محمدآباد کتول و برفتان و عباس‌آباد کتول می‌باشد. گویش کتولی گویشی از زبان مازندرانی است.

## موسیقی
موسیقی مقامی کتول: چاربیده (چهاربیته) کَله کَش، نی بید (نِی بیت)
منظومه عاشقانه طالب (مشترک با مازندران) و منظومه حماسی عباس گالش (مشترک با منطقه ملک)

## صنایع دستی
صنایع دستی: چادرشب بافی (بُقبند) بقچه بند، سفره بافی، لباس سنتی چوپانی (چوقا) و صنایع چوب قاشق، لگن (لاک)، چیقه

## تاریخچه

### وجه تسمیه
کتول Katul در گذشته یکی از نواحی هفتگانه استراباد و از نواحی شرقی طبرستان محسوب می‌شده‌است. شهر علی‌آباد که به آن کمال غریب نیز گفته می‌شد حاکم نشین بلوک کتول بوده که خوانین کتول از دوران صفوی بر ان حاکم بودند.
کتول‌ها گروهی از اقوام طبری‌تبار بودند که در بلوک کتول که از نواحی هفتگانه استراباد و شرق طبرستان محسوب می‌شد مسکن داشتند و قدمت اطلاق نام کتول به این منطقه به عصر صفوی می‌رسد هرچند قدمت واژه کتول در استراباد و طبرستان به قرن ششم می‌رسد و ریشه واژه کرتوی Kartu به هزاران سال قبل می‌رسد.
زبان کتول‌ها گویشی از زبان مازندرانی است که با زبان طبری باستان و گویش قدیم استراباد و گویش گرگان قدیم نزدیکی دارد.
نجف زاده بارفروش در کتاب واژه‌نامه مازندرانی معانی چندی را در ذیل واژه کتول katul بیان نموده‌است:
- دامپروری
- دامدار
- کوه
- کوهستان و ترانه کوهستان

علاوه بر این واژه کتول در زبان مازندرانی به معنی گاودار (گالش) - منطقه آزاد چرا - محلی - سرکش - محجوب است.
همچنین در ادبیات قدیم و برخی از اشعار کهنه و بومی مازندرانی از واژه کتول استفاده شده‌است که شعر زیر از نمونه ان است:
| کتولی بخونم مه یار کتوله |  | کتولی بخونم مه منزل دوره    |
| کتولی بخونم بورم ولایت   |  | شه یار دس دارمه شیرین شکایت |

ایرج افشار در مخابرات استراباد به استناد نامه ای که از آقای علی اصغر معززی چنین ادعا کرده‌اند که قوم کتول همان کوتوال‌های (قلعه بان) سیستان هستند که به رهبری ملک محمود سیستانی در سال ۱۱۳۹ با نادرشاه درگیر شدند و پس از شکست خوردن گروهی از آنها به منطقه استراباد تبعید شدند و چنین ادعا می‌کردند که نام کتول ریشه در کوتوال دارد و از آنجا که این مهاجران سیستانی قلعه بان بودند کوتوال نامیده می‌شدند.
زیرا واژه کوتوال در بسیاری از نقاط کشور وجود دارد که عیناً به‌صورت کوتوال تلفظ می‌شوند که نشان از مهاجرت مردمی از سیستان به آن مناطق دارد و هیچ‌کدام دچار دگرگونی لفظی نشده‌اند و به واژه دیگر بدل نگشتند در حالی که این واژه در طول تاریخ هیچگاه به مردم منطقه کتول و بومی‌های آن اطلاق نشده‌است واژه بومی کتول در استراباد و مازندران سابقه طولانی دارد و دارای معنی غیر از قلعه بان است و تنها به گاوداران و دامپروران و مردمان بومی اطلاق می‌گشته‌است و از لحاظ تاریخی نام کتول پیشینه ای بسیار قدیمی تر از این رویداد در طبرستان و استراباد و منطقه کتول دارد و اینکه تمامی مهاجران و بومیان ولایت استراباد به زبان خود صحبت می‌کردند و کتول‌ها به عنوان قومی طبری‌تبار به زبان مازندرانی صحبت می‌کردند و خراسانی‌ها به زبان فارسی و قزلباش‌ها به زبان ترکی صحبت می‌کردند.
نام کتول در منابع قدیمی محلی استراباد و طبرستان در فاصله سال‌های ۶۲۳ و ۶۲۸ و ۹۹۲ و ۹۹۶ و ۱۱۳۲ مکرر دیده می‌شود.
واژه کتول و کتولی در اسنادی که به گونه وقف نامه‌های مختلف در کتاب تاریخ کتول سید ضیا میر دیلمی آمده‌است. می‌توان یافت در زیر بخش‌هایی از یک سند را که در ان از کلمه کتول و کتولی یاد شده‌است. می‌آید ((وقف موید و حبس مخلد اسلامی نمود اشرف الاعیان و الخیار الحاج اسفندیار کتولی من طایفه پلنگ… چه از طبقات ذکور و چه اناث و بعد انقراضها به دو نفر اعلم و اصلح و اتقی از اهل بلوک کتول باشد… و کان وقوع ذلک فی شهر رجب فی سنه ۱۱۳۲))
طبق این اسناد فردی از طایفه پلنگ قوم کتول اموال خود را در سال ۱۱۳۲ وقف نموده‌است که این تاریخ چند سال قبل از نبرد بین ملک محمود سیستانی و نادرشاه است که نشان می‌دهد قبل از ان قوم کتول در منطقه کتول فعلی ساکن بودند.
همچنین واژه کتول در کتاب‌های قدیمی همچون تاریخ مازندران و روضه الصفا و ناسخ التواریخ و جهانگشا انوار و … وجود دارد.
در تاریخ مفصل ایران آمده‌است:
از وقایع بالنسیه مهم سلطنت شاه سلیمان صفوی هجوم ترکمنان است که در سال ۱۰۸۶ به حدود استراباد حمله نموده و به قتل و غارت پرداختند و در سال ۱۰۸۷ کلبعلی خان شاملو با سپاهی از قاجار و افشار و استراباد و کتول و مینودشت و تفنگچیان مازندران آدینه سلطان رهبر ترکمنان را در استراباد شکست داد.
طبق این اسناد کتول‌ها یکی از اقوام استراباد و بومی منطقه کتول بودند که در سال ۱۰۸۷ همراه با سپاه قاجار و افشار و استراباد و مینودشت و تفنگچیان مازندران با ترکمن‌ها به پیکار پرداختند و در نبرد بر ترکمن‌ها چیره گشتند بنابراین طبق این سند کتول‌ها پنجاه سال قبل از نبرد ملک محمود سیستانی با نادرشاه در منطقه کتول به عنوان قومی بومی سکونت داشتند.
همچنین طبق کتابچه وقایع کتول گروهی به نام کتول در حدود سال ۹۹۶ از ناحیه مرکزی طبرستان (امل و بابل) به ناحیه شرقی طبرستان (بلوک شرقی استراباد) کتول فعلی در روستای پیچک محله مهاجرت نمودند و از این دوره نام کتول به این منطقه اطلاق گشته‌است و در دوران قبل از ان این منطقه بخشی از کبودجامه بوده‌است که از ولایت‌های شرقی طبرستان محسوب می‌شده‌است.
طبق این اسناد قومی به نام کتول ۱۵۰ سال قبل از نبرد ملک محمود سیستانی با نادرشاه در منطقه کتول فعلی سکونت داشتند و با نام کتول در منطقه شناخته می‌شدند.
براساس تمام منابع تاریخی کتول به گروهی از مردم طبری‌تبار گفته می‌شود که منطقه مرکزی طبرستان به مناطق شرقی طبرستان (شرق استراباد) مهاجرت نمودند و با مهاجرت آنها ان مناطق به کتول شهره شدند و خوانین کتول قرن‌ها بر ان مناطق به حکومت پرداختند.
طبق تاریخ اساطیری ایران در عصر کیکاووس ولایت شرقی طبرستان کرتوی kartu نامیده می‌شده که در نزدیکی ان گرگان قدیم قرار داشت که مسکن اسپهبدان و مرزبانان تپورستان بوده‌است.
کتول از دو واژه اوستایی کته (KATA) و اول (UL) تشکیل شده‌است. کته به معنای جا و مکان و اول به معنای شیب، دره و گودال می‌باشد؛ و کتول به مجموعه آبادیها گفته می‌شود که در درون دره و کوه قرار دارند. از این واژه در کتاب روضه الصفا (در سال۱۰۷۸ هـ. ق) یاد شده‌است. همچنین (۳۲۸ سال پیش) در زبان پهلوی نیز کلمه کتول از دو واژه کت KAT به معنای جا و مکان و اول UL به معنی به بالا یا سوی بالا و بلند بکار می‌رود و کتول به مجموعه آبادیهایی گفته می‌شود؛ که در درون دره و شیب واقع شده باشند؛ و این واژه دارای معانی و تعاریف گوناگونی است.
کتول همچنین در زبان مازندرانی به معنای «کسی که رسم چوپانی را نداند»، «کشاورز و زارع»، «گاو شیرده» و «غریب یا کسی که از وطن به دور افتاده» می‌باشد.

### دوران باستان

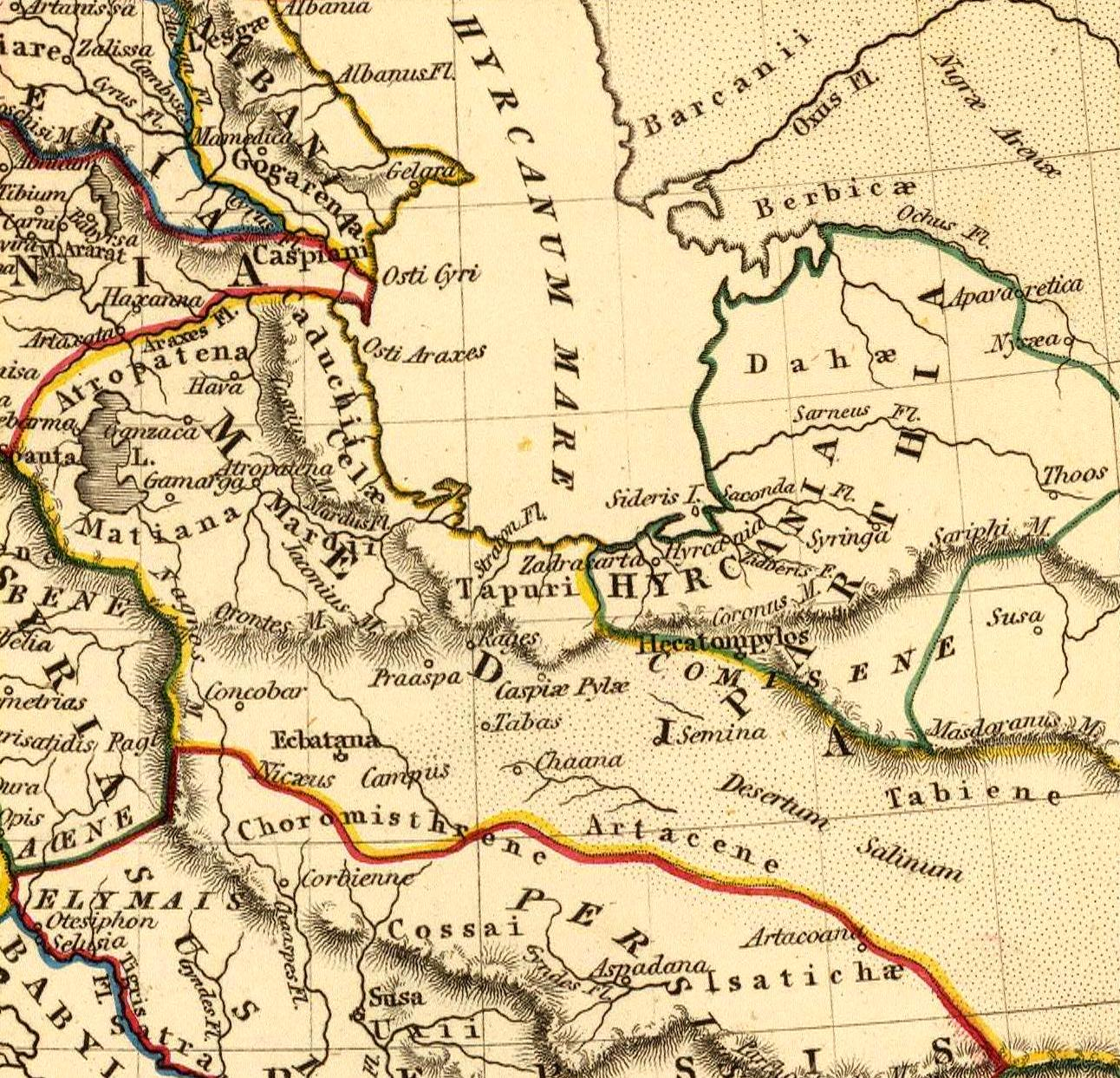
موقعیت تپورها در قرن دوم قبل از میلاد، از شرق سپیدرود تا هیرکانیا

استان مازندران پیش از اسلام تپورستان (به پهلوی: ) نامیده می‌شد که برگرفته از نام قوم تپوری (به یونانی: Τάπυροι) می‌باشد که پس از اسلام قوم طبری نام گرفتند و سرزمینشان طبرستان نامیده شد.
به گفته واسیلی بارتلد طبری‌ها در قسمت جنوب شرقی ولایت سکونت داشتند و در قید اطاعت هخامنشیان درآمده بودند و آماردها مغلوب اسکندر مقدونی شدند و اشکانیان در قرن دوم ق. م آنها را در حوالی ری سکونت دادند و اراضی سابق آماردها به تپوری‌ها اهدا شد و بطلمیوس در شرح دیلم یعنی قسمت شرقی گیلان در ساحل بحر خزر فقط از تپوری‌ها نام می‌برد. به گفته مجتبی مینوی قوم آمارد و قوم تپوری در سرزمین مازندران می‌زیستند و تپوری‌ها در ناحیه کوهستانی مازندران و آماردها در ناحیه جلگه‌ای مازندران سکونت داشتند. در سال ۱۷۶ ق. م فرهاد اول اشکانی قوم آمارد را به ناحیه خوار کوچاند و تپوری‌ها تمام ناحیه مازندران را فرو گرفتند و تمام ولایت به اسم ایشان تپورستان نامیده شد. شهرهای آمل، چالوس، کلار، سعیدآباد و رویان جزئی از سرزمین قوم تپوری بودند.
ویلیام اسمیت در فرهنگ لغت جغرافیای یونان و روم می‌نویسد: تپورها قومی بودند که محل سکونت آنها در دوره‌های مختلف تاریخ به نظر می‌رسد در امتداد فضای وسیعی از کشور از ارمنستان به سمت شرق تا آمودریا گسترش یافته بود. استرابون آنها را در کنار دروازه‌های کاسپین و ری، در پارت و بین دربیک و هیرکانی و همراه با آماردی‌ها و سایر مردم در امتداد سواحل جنوبی دریای مازندران قرار می‌دهد که آخرین دیدگاه یعنی سکونت در امتداد سواحل جنوبی دریای مازندران مطابق نظر کوینت کورس و دیونیسوس و پلینی هم می‌باشد. بطلمیوس در جایی آنها را در زمره اقوام سرزمین ماد به حساب می‌آورد و در جایی دیگر آنها را به مارگیانا نسبت می‌دهد. تپوری‌هایی که در پلینی و کوینت کورس به آنها اشاره می‌کند شکی در آن نیست که ناحیه کنونی طبرستان نام خود را از آنها گرفته‌است. آلیان توصیف عجیبی از تپوری‌هایی که در ماد زندگی می‌کردند ارائه می‌دهد.